# Tiểu hàn
Tiểu hàn (tiếng Hán: 小寒; bính âm: ‘‘xiǎohán’’) là một trong 24 tiết khí của các lịch Trung Quốc, Việt Nam, Nhật Bản, Triều Tiên. Nó thường bắt đầu vào khoảng ngày 5 hay 6 tháng 1 dương lịch, khi Mặt Trời ở xích kinh 285° (kinh độ Mặt Trời bằng 285°). Đây là một khái niệm trong công tác lập lịch của các nước Đông Á chịu ảnh hưởng của nền văn hóa Trung Quốc cổ đại. Ý nghĩa của tiết khí này, đối với vùng Trung Hoa cổ đại, là Rét nhẹ.
Theo quy ước, tiết tiểu hàn là khoảng thời gian bắt đầu từ khoảng ngày 5 hay 6 tháng 1 khi kết thúc tiết đông chí và kết thúc vào khoảng ngày 20 hay 21 tháng một trong lịch Gregory theo các múi giờ Đông Á khi tiết đại hàn bắt đầu.
Lịch Trung Quốc, cũng như lịch ở các nước Đông Á cổ đại bao gồm Việt Nam, bị nhiều người lầm là âm lịch thuần túy, dẫn đến ngộ nhận về việc tiết khí nói chung và Tiểu hàn nói riêng được tính theo chu kỳ của Mặt Trăng quay xung quanh Trái Đất. Trên thực tế lịch Trung Quốc cổ đại là một loại âm dương lịch, trong đó tiết khí, từ thời Hán Vũ Đế, đã được tính theo vị trí của Trái Đất trong chu kỳ chuyển động trên quỹ đạo xung quanh Mặt Trời. Theo cách tính hiện đại, với điểm xuân phân là gốc có kinh độ Mặt Trời bằng 0°, thì điểm diễn ra hay bắt đầu tiết Tiểu hàn ứng với kinh độ Mặt Trời bằng 285°. Ngày bắt đầu tiết Tiểu hàn do vậy được tính theo cách tính của dương lịch hiện đại và nó thông thường rơi vào ngày 5 hay 6 tháng 1 dương lịch tùy theo từng năm. Ở Nam bán cầu, tiết tiểu hàn bắt đầu từ 7 hay 8 tháng 7. Tiết khí đứng ngay trước Tiểu hàn là Đông chí và tiết khí kế tiếp sau là Đại hàn.